# Нов дворец (Потсдам)
Новият дворец (на немски: Neues Palais, всъщност Palais е заемка от френски, означаваща палат или дворец, понеже кралят предпочитал френския език) е дворец в западната част на дворцовия парк Сансуси в столицата на Бранденбург – гр. Потсдам, Германия.
Строителството започва през 1763 г. след края на Седемгодишната война под управлението на Фридрих Велики и е завършено през 1769 г. Смята се, че е последният значим бароков дворцов комплекс в Прусия и едно от основните произведения на фридерицианското рококо. Фридрих го бил планирал не като кралска резиденция, а като дворец за настаняване на държавните гости при двора, за представителни цели на държавната власт и като място за провеждане на мероприятия. Кайзер Вилхелм II превръща Новия дворец в негова главна резиденция от 1888 г. до 1918 година.

Дворецът, управляван днес от публичната фондация „Пруски дворци и градини Берлин-Бранденбург“, е достъпен за посетители в качеството му на музей. В комуните (бившите стопански сгради край двореца) днес се помещават някои от факултетите и една част от администрацията на Потсдамския университет.

## Функция
Фридрих бил определил скиците по проекта за строежа на Новия дворец и бил избрал мястото за осъществяването им още преди Седемгодишната война. Отклонявайки се от обичайния за него дотогава стил на фридерицианското рококо, Фридрих пожелава сграда в стила на паладианизма. За примери той счита замъкът Хауърд в Англия и сградата Trippenhuis нахождаща се на канал Kloveniersburgwal № 29 в Амстердам. Още в мирни времена преди войната, Фридрих разпорежда през 1756 г. в Потсдам строежа на „къщата на [улица] По Канала № 41“ да бъде завършен, за да се изпробва строеж с каменовидни тухли, направени с помощта на шаблонен камък, което го впечатлило при посещение в Нидерландия през 1755 г.

Пищното и скъпоструващо строителство на Новия дворец успяло да започне обаче едва след Седемгодишната война, която през 1763 г. завършила с благоприятен край за Прусия. Сега дворецът служил на Фридрих Велики не само по същество за практически нужди, ами и по-скоро за да възвести новата роля на Прусия сред могъщите в Европа, както самият Фридрих потвърждава, наричайки двореца своя „фанфаронада“ (от френски: самохвалство, показност). Пребогатите скулптурни декорации не на последно целят точно тази функцията на двореца да служи за показност. Иконографската програма, особено в централния ризалит от страната към парк, показва намерението на строителя-поръчител да използва сградата като паметник на самия себе си в качеството му на победоносен пълководец. Тази интерпретация се подчертава от девизния надпис „Nec soli cedit“ („Той не отстъпва място дори на слънцето“) върху картушите на средния ризалит, който се отнася до Фридрих.
Освен това, по времето на Фридрих Велики, Новият дворец служи като пищна лятна къща за гости, където могат да се провеждат бляскави пиршества, както е илюстрирано програмно от три харити, увенчаващи главния купол на двореца: Аглая (Сияещата), Ефросина (Веселостта) и Талия (Пищността). Между април и октомври тук са идвали гости за ежегодните фестивални седмици. Гости са били преди всичко братята и сестрите на крал Фридрих и техните семейства, произхождащи от различни германски и европейски владетелски династии, лично подбрани членове на Берлинския двор и княжески гости. По време на тези тържества, Новият дворец формира пищната сцена за срещите на династията Хоенцолерн, за които обществеността е информирана чрез изчерпателни доклади на двора. Потенциалът и мощта на династията и чрез нея в това число и на династичната княжеска държава са били символично демонстрирани по време на тези събития в Новия дворец и те са имали силен пиарски ефект – както навътре – т. е. в собствената сфера на влияние, така и навън (извън пределите на държавата) като демонстрация на силова политика.

На разположение на княжеските гости са били 200 стаи, четири бални зали и театър в стил рококо. За своите престои от време на време в Новия дворец, Фридрих бил разпоредил южното странично крило да бъде приготвено за него – т. нар . Кралски апартамент или Фридрихски апартамент. В допълнение към кралския апартамент и две княжески квартири за особено важни гости, в дворецът се е намирал и апартамента на дългогодишния спътник на Фридрих – Жан-Батист Маркиз д'Аржан (Маркиз д'Аржански апартамент). Принц Хайнрих, най-възрастният брат на Фридрих Велики, който все още бил жив, също имал свои помещения (Хайнрихски апартамент). Престолонаследникът, пруския принц Фридрих Вилхелм II пребивавал в апартамента на престолонаследника. Така нареченият Принцески апартамент е бил използван от принцеса Анна Амали – неомъжената сестра на Фридрих Велики и игуменка на манастира в Кведлинбург – като представително жилище. По време на тържествата тя е заемала роля като дама на дома, тъй като кралица Елизабет Кристина никога не присъствала там по молба на краля.
След смъртта на Фридрих Велики през 1786 г., дворът рядко използва Новия дворец за по-големи тържества. През 1859 г. престолонаследникът, кронпринц Фридрих Вилхелм, който по-късно става император Фридрих III, се нанася в бароковия дворец със семейството си за да прекарат там летните месеци. През периода на управлението му, траел само 99 дни (от 09.03.1888 г. до 15.06.1888 г.) дворецът е кръстен Дворец Фридрихскрон (на немски: Schloss Friedrichskron, в бъквален превод: дворец „Фридрихска корона“). През това време е запълнен съществуващият дотогава воден ров, който заобикалял двореца, и са предприети някои мерки за модернизация, които синът му Вилхелм II доразвива, като например монтиране на парно отопление и електрическа светлина, както и внедряване на бани и тоалетни в отделните квартири (апартаменти), а през 1903 г. и на асансьор сред северното стълбище. До 1918 г. дворецът си остава предпочитаната резиденция на последния германски император и съпругата му Августа Виктория. По време на присъствието на императорското семейство в двореца, туристически посещения не са били възможни.
След германската революция през 1918 г., абдикацията на император Вилхелм II и отричането от престола от кронпринц Вилхелм Пруски през 1919 г., Новият дворец служил като дворец-музей. До Втората световна война и последвалото плячкосване от съветската армия, дворецът като цяло е бил обзаведен така, както си е бил още по времето на Фридрих Велики в стила на Фридерицианското рококо.

## Архитектура
За разлика от двореца Сансуси, построен в стил рококо, Фридрих Велики предпочел формите на барока за архитектурата на Новия дворец, макар и с няколко отклонения от правилото. Кралят се придържал към тези два архитектурни стила до края на живота си, въпреки че по това време в Европа предпочитан стил е бил станал неокласицизма. Йохан Готфрид Бюринг, който вече бил построил Китайския дом и Картинната галерия в парка Сансуси, получил поръчката за планирането на двореца за гости. Заедно до него застава архитектът Хайнрих Лудвиг Мангер. След разногласия с трудния клиент-възложител на строежа (краля) и последвалото оттегляне на Бюринг, цялостното управление на строителството се от 1764 г. нататък се поема от Карл фон Гонтард. Неговият принос в основната постройка на двореца е главно композицията и интериорният дизайна на закритите помещения, тъй като външния строеж по фасада вече е бил доста напреднал и почти завършен.
Новият дворец е трикрилен комплекс с фронтална дължина 220 метра. Централната част на двуетажната сграда е увенчана с мощен 66-метров купол. Върху него стоят три харити, които държат една възглавничка, върху която е положена кралската корона. Куполът е просто архитектурна декорация, за да подобри облика на двореца; под него няма куполна зала, а вътрешността му се състои само от антаблеман, който го поддържа. Орли със златист цвят, поставени върху фенери, увенчават двата по-малки купола на едноетажните стопански пристройки в южната и северната част на двореца. Повечето от външните стени са били боядисани, симулирайки зидария от червена тухла. Тъй като снабдяването с тухли на моменти било прекратявано и порядъчното фугиране отнемало твърде много време, бил приложен именно този измамно реалистичен метод на строене. Само южното крило, кралският апартамент, е изградено от червена тухла.
Пет-осовият централен ризалит на основния корпус на сградата е изработен в еднакъв вид и от двете страни на сградата (откъм парка и курдоньора) с изключение на релефите на фронтона, и всеки от тях е издаден напред с половин ос. Три оси с прозорци на двата централни ризалита са покрити с триъгълен фронтон. Централните издатини изпъкват допълнително поради ключовите камъни на сводестите прозорци и на френски врати на приземния етаж, които са във формата на глави.
Фасадата е структурирана в колосален ордер от канелюрни коринтски пиластри от пясъчник. Атиката е проектирана като балюстрада. На удълженията на пиластрите се намират постаменти със скулптури – общо 267 статуи в човешки размер по основната сграда, 196 групи ангелчета по малките странични крила. Необичайно е разположението на 163 други статуи в приземния етаж пред пиластрите, както и подреждането на 244 фигурално проектирани затварящи камъни на прозорците. Скулптурните украси са създадени от многобройни скулптори, сред които Йохан Петер Бенкерт, Йохан Матиас Готлиб Хаймюлер, братята Йохан Давид Ренц и Йохан Лоренц Ренц.

## Дворцови помещения
В допълнение към пищно обзаведените княжески апартаменти, в централната част на двореца има четири бални зали. Пещерната зала (наричана също: Мидената зала) на приземния етаж е покрита по стените и стълбовете с миди, стъкло и минерали от цял свят. Като образец е служила вероятно изкуствената пещера създадена от Пьопелман през 1712/13 г. в дрезденския Цвингер. През 19 век стените са обогатени с минерали, вкаменелости и полускъпоценни камъни, в това число и с „Върха на Килиманджаро“ от Германска Източна Африка през 1890 г.
Мраморната галерия, прилежаща към двореца в южната му част, отвежда към покоите на краля. Червен яспис и бял мрамор от Карара определят облика на тази продълговата зала. Френските врати в залата пропускат много светлина във вътрешността ѝ. Три таванни фрески, свързани една с друга чрез богата златна орнаментика, символизират времената на денонощието – нощта, утрото и обеда. Те са произведения на художника Бернхард Роде. Разделението на полетата на изображенията и техните рамки от щукатура са заимствани от оформлението на тавана на много по-малката галерия в двореца Сансуси. На горния етаж, над Пещерната зала, се намира Мраморната зала. Тя е главната бална зала, разпростира се на два етажа, и е облицована по стените и застлана по пода си с благородни видове мрамор. Големи стенни картини със сцени от древна митология и дванадесет мраморни статуи украсяват залата. Скулптурите изобразяват осем курфюрста от Бранденбург и четири императора – Юлий Цезар, Константин I, Карл Велики и Рудолф II Хабсбургски. По това време Фридрих Велики иска залата да бъде завършена възможно по-скоро, поради което мраморният под е шлифован твърде бързо по време на строителството. Поради този начин, воадата, необходима за шлифоването, проникнала в дървените греди. В резултат на това бързо започнал да се образува плесен, а също така влагата се пренесла и в стените. Заради това залата на няколко пъти я е грозяла опасност от срутване. Таванната живопис от художника Чарлз Амеде Филип ван Лоо, която е обрамчена от златиста орнаментика, изобразява олимпийските богове, събрани заедно на трапеза, и въвеждането на Ганимед в Олимп. Със своите 240 м² площ тя е най-голямата тавана живопис, рисувана на платно, на север от Алпите. Полилеите са доставени от силезийската стъкларска фабрика „Фридрихсгрунд“ (в превод: Земя на Фридрих).
Горната галерия, разположена южно от Мраморната зала, е обзаведена с шест големи стенни картини на италианска барокова живопис. Гирляндите в златен цвят, кръгли медальони по и над вратите, от друга страна, показват мотиви от ранния класицизъм.

## Дворцов театър
„Дворцовият театър в Новия дворец“ е една от най-красивите все още запазени театрални зали от 18 век. Заема двата горни етажа на цялото южно крило. Цветовете червено и бяло доминират, украсена със златисти на цвят херми и орнаментика. Редовете седалки са разположени в полукръг, подобно на античен театър. Няма кралска ложа; Фридрих Велики присъства на представленията седейки на третия ред на паркета. Тъй като кралят не харесвал немското изкуство, били наемани главно италиански и френски артисти. Старата сценична техника вече не е налична. Тук и до днес се провеждат представления.

## Комуни
В крайната си западна част дворцовият парк завършва с т. нар. комуни. Предназначението и името на двете сгради съответстват на техния образец – Големите комуни (fr:Grand Commun) на Версайския дворец, които са били всъщност стопански помещения и подслон за кавалерията. Издигнати в непосредствена близост до двореца, комуните са служили за подслоняване на дворцовите кухни и други помощни технически помещения, но освен това и за настаняване на гостите и длъжностните лица на краля, както и на техните прислужници. Карл фон Гонтард е построил тези представителни сгради между 1766 г. и 1769 г. по проекти на архитекта Жан Лоран Легей, които той е преработил и подобрил. Големите външни двустранни стълбища, колонадата, куполите и богата украса прикриват някогашната чисто практическа функция на сградите. Свръзката между двете сгради посредством колонадната арка помежду им с триумфалната порта в средата сформират едно цяло, което е достоен и внушителен „съсед“ на двореца, а след него вече непосредствено започват да се разпростират безлюдни горски площи. Допълнителни сгради са построени през 1769 г. в южната част за гвардията (личната охрана на владетеля) и в северната част за кастелана (главният стражар на двореца).
До разтурването на пруската армия седалището на нейния Учебен пехотен батальон („Lehrinfanteriebataillon“) е било в северния павилион, а през нацистката ера в целия комплекс се е помещавало Имперското училище на немската трудова служба („Reichsschule des Deutschen Arbeitsdienstes“). След края на Втората световна война, през 1948 г. комплексът става седалище на Висшето училище на провинция Бранденбург (по-късно Педагогическо висше училище „Карл Либкнехт“) в Потсдам. В днешно време, комуните и прилежащите конюшни помещават Философския факултет както и Институтите по математика, физика и спорт на правоприемното учреждение – Потсдамския университет. Някои по-малки части от комплекса продължат да бъдат използвани или биват отново използвани от отделите на одобрениецията „Пруски дворци и градини Берлин-Бранденбург“.

## Триумфална порта
Точно срещу Новия дворец, от страната отсам парка, по средата между двете комуни, се намира Триумфалната порта – висока 24 метра и увенчана с купол. В северния и южния ѝ край, тя е оградена от колонадни арки със 158 колони и павилионни сгради в краищата.
Архитектурният ансамбъл е построен по поръчка на крал Фридрих II между 1763 г. и 1769 г. непосредствено след Седемгодишната война. Първити планове, заедно с всички елементи на по-късната реализация, са представени от Жан Лоран Легей, а от 1765 г. отговорен за строителството е Карл фон Гонтард. В резултат на занемаряване през годините и некомпетентни реставрационни работи, дворецът е бил в застрашено състояние, още преди куполът му да бъде ударен от въздушна бомба в края на Втората световна война. Ансамбълът е в окаяно състояние и застрашен от срутване, така че части от северната колонада е трябвало да бъдат демонтирани през 1980-те години. Още през 1982 година са предприети мерки за сигурност, но едва между 2008 г. до 2014 г. са извършени обширни ремонтни дейности, включително възстановяване на купола.

## Мопке
Чрез изграждането на комуните и Триумфалната порта се създава допълнително пространство между тях и курдоньора, наричано „Мопке“ (заемка от нидерландски език, обозначаваща площ, покрита с тухлени павета). Императорският двор използва това пространство „Мопке“ като място за мащабни тържества и за провеждане на военни церемонии. От стълбите и портиките на комуните, публиката е можела добре да следи представленията. През 1986 г. по поръчка на крал Вилхелм II е построен подземен коридор между двореца и комуните, минаващ под „Мопке“-то.

## Парк
Новият дворец се намира в западния край на дворцовия парк Сансуси, където свършва Голямата алея (Große Allee). В годините на създаването му, дворецът е бил поместен насред френска барокова градина, която обаче трябвала да отстъпи място на днешния ландшафтен парк, който бил реализиран от Петер Йозеф Лене. От тогава насам, непосредствено източно от двете крайни крила на двореца, там се намират Храмът на антиките и Храмът на дружбата.

Непосредствено северно от двореца се намира летният театър на открито в парка, обрамчен с жив плет, а симетрично на него, на юг, е разположен градински салон с покрита алея с рози. И двете конструкции датират от времето на построяването на двореца, макар че театър, който се използва главно през лятото за театрални представления, концерти и литературни четения пред публика, по-голямата част от съществуването си е прекарал скрит, обрасъл с плевел.
- Градинският салон, в който и до днес се състоят концерти на открито, приеми или литературни четения
- Летен театър за жив плет, погледнат от местата за публиката
- Карта на парка Сансуси

## Картинна галерия

### Панорамни гледки
- Въздушна снимка на Новия дворец
- Комуните през зимата

### Дворецът от парадната страна
- Колонадата с триумфалната порта в средата и Новия дворец на заден план
- Колонадата с триумфалната порта в средата и комуните вляво и вдясно, погледнати от към двореца
- Предната страна на двореца с курдоньора и караулните постове, заснета от площада Мопке (между двореца и колонадата).
- Входа на двореца с курдоньора и караулните постове
- Средният ризалит на предната част на двореца, тимпанона, купола и трите статуи на харитите върху него.

### Дворецът от парковата страна
- Северното крило – крилото на принц Хайнрих
- Южното крило – крилото на крал Фридрих Велики
- Детайл
- Градината зад двореца; в крайно дясно се вижда Храмът на Антиките, а в крайно ляво – Храмът на дружбата.
- Вход към градината на Новия дворец, разположен на главната алея, водеща началото си от двореца Сансуси
- Градината през есента
- Парков фенер в градината
- Фонтан в градината

### Дворецът отвътре
- Пещерната зала
- Пещерната зала
- Мраморната галерия на приземния етаж
- Мраморната галерия на приземния етаж
- Мраморната зала на горния етаж
- „Залата на Аполон“, също наричана „Концертна зала“ – използвана впоследствие като трапезария
- Малката спалня в долния кралски апартамент
- Голямата спалня в долния кралски апартамент
- Овалният кабинет
- Долната дамска спалня
- Баня с вана
- Надписи на кирилица от съветски войници по време на окупацията в края на Втората световна война
- Театърът в Новия дворец, изглед към публиката

## Уеб връзки
- Новият дворец в начална страница на фондация „Пруски дворци и градини Берлин-Бранденбург“ (на немски и английски език)
- Виртуална обиколка из Новия дворец. 360° панорама на четирите най-важни зали
- Официално рекламно видео на Новия дворец в